# Macy Chiasson
Macy Chiasson (Nueva Orleans, Luisiana; 27 de julio de 1991) es una artista marcial mixta estadounidense que compite en la división de peso gallo de Ultimate Fighting Championship. A partir del 19 de marzo de 2024, ocupa el puesto número 6 en la clasificación de peso gallo femenino de UFC.

## Primeros años
Comenzó a practicar artes marciales mixtas a la edad de 19 años, después de estar en cama durante tres semanas y media recuperándose de un accidente de coche para recuperar el nivel de forma física que tenía cuando era jugadora de softball en el instituto. Después de asistir a algunas clases de Krav magá en el gimnasio de artes marciales, se sintió atraída por la agresividad física y la dureza mental del deporte de combate y empezó a enseñar Krav Maga después de un año de entrenamiento. Chiasson pasó a las artes marciales mixtas, entrenando con Mushin MMA y Mid City MMA, ya que el Krav Maga no es un deporte de combate de competición. Poco después de empezar a entrenar artes marciales mixtas, empezó a competir profesionalmente.

## Carrera en artes marciales mixtas

### Inicios
Comenzó su carrera profesional de MMA desde 2017 y amasó un récord de 2-0, luchando bajo Invicta Fighting Championships (Invicta) y Cage Warrior Championship, antes participó en la serie de competencia de mma The Ultimate Fighter 28 UFC TV que posteriormente fue firmada por UFC después del show.

### The Ultimate Fighter
En agosto de 2017, se anunció que era una de los luchadoras que aparecían en la serie de televisión UFC The Ultimate Fighter 28.
Fue la segunda elección de los luchadoras de peso pluma por parte del entrenador Kelvin Gastelum. En los cuartos de final se enfrentó a Larissa Pacheco. Ganó el combate por TKO en el primer asalto. En las semifinales se enfrentó a Leah Letson. Ganó el combate por KO en el primer asalto. Esta victoria le aseguró un puesto en la final contra Pannie Kianzad.

### Ultimate Fighting Championship
Debutó en la UFC contra Pannie Kianzad el 2 de noviembre de 2018 en The Ultimate Fighter 28 Finale. Ganó el combate por sumisión en el segundo asalto y ganó el torneo femenino de peso pluma de The Ultimate Fighter.
Se enfrentó a Gina Mazany el 2 de marzo de 2019 en UFC 235. Ganó el combate por TKO en el primer asalto.
Se enfrentó a Sarah Moras el 4 de mayo de 2019 en UFC Fight Night: Iaquinta vs. Cowboy. Ganó el combate por TKO en el segundo asalto. Esta victoria le valió el premio a la Actuación de la Noche.
Se enfrentó a Lina Länsberg el 28 de septiembre de 2019 en UFC Fight Night: Hermansson vs. Cannonier. Perdió el combate por decisión unánime.
Se esperaba que se enfrentara a Nicco Montaño el 15 de febrero de 2020 en UFC Fight Night: Anderson vs. Błachowicz 2. Sin embargo, Montaño se vio obligada a retirarse del evento debido a una lesión y fue sustituida por Shanna Young. Ganó el combate por decisión unánime.
Se esperaba que se enfrentara a Sijara Eubanks el 5 de septiembre de 2020 en UFC Fight Night: Overeem vs. Sakai. Sin embargo, se retiró del combate por razones médicas no reveladas y fue sustituida por Karol Rosa.
Se esperaba que se enfrentara a Marion Reneau el 6 de febrero de 2021 en UFC Fight Night: Overeem vs. Volkov. Sin embargo, durante la semana previa al combate, Reneau fue retirada de la cartelera tras dar positivo por COVID-19. El combate fue reprogramado para el 27 de febrero de 2021 en UFC Fight Night: Rozenstruik vs. Gane. Sin embargo, una vez más el combate fue cancelado debido a que Reneau dio positivo por COVID-19 y el combate finalmente tuvo lugar el 20 de marzo de 2021 en UFC on ESPN: Brunson vs. Holland. Ganó el combate por decisión unánime.
Se esperaba que se enfrentara a a Aspen Ladd el 24 de julio de 2021 en UFC on ESPN: Sandhagen vs. Dillashaw. Sin embargo, el combate fue cancelado debido a que sufrió una lesión. El combate fue reprogramado para el 2 de octubre de 2021 en UFC Fight Night: Santos vs. Walker. En el pesaje, Ladd pesó 137 libras, una libra por encima del límite de peso gallo sin título; debido a los problemas de salud resultantes de la reducción de peso de Ladd, el combate fue cancelado.
Se enfrentó a Raquel Pennington el 18 de diciembre de 2021 en UFC Fight Night: Lewis vs. Daukaus. En el pesaje, pesó 148.5 libras, 3.5 libras por encima del límite del combate femenino de peso pluma sin título. El combate se desarrolló en un peso acordado y fue multada con un porcentaje de su bolsa, que fue a parar a Pennington. Perdió el combate por sumisión en el segundo asalto.
Se enfrentó a Norma Dumont el 7 de mayo de 2022 en UFC 274. En el pesaje, Dumont pesó 146.5 libras, media libra por encima del límite del combate femeninl de peso pluma sin título. El combate se desarrolló en el peso acordado y Dumont perdió el 30% de su bolsa a favor de Chiasson. Ganó el combate por decisión dividida.
Se enfrentó a Irene Aldana el 10 de septiembre de 2022 en UFC 279. Perdió el combate por KO en el tercer asalto.
Chiasson estaba programado para enfrentar a Ketlen Vieira el 13 de enero de 2024 en UFC Fight Night 234.  Sin embargo, Vieira fue retirado por razones desconocidas y la pelea fue cancelada. 
Chiasson se enfrentó a Pannie Kianzad en una revancha el 16 de marzo de 2024 en UFC Fight Night 239.  Ella ganó mediante sumisión estrangulamiento por detrás en la primera ronda.  Esta pelea le valió otro premio a la Actuación de la Noche. 
Chiasson enfrentó a Mayra Bueno Silva el 29 de junio de 2024 en UFC 303. Ganó la pelea por nocaut técnico por una parada médica en el segundo asalto, como resultado de un codazo que abrió un corte sobre el ojo de Silva. Está pelea la hizo merecedora de su tercer premio a la Actuación de la Noche.

## Campeonatos y logros

### Artes marciales mixtas
- Ultimate Fighting Championship
  - Actuación de la Noche (tres veces) vs. Sarah Moras, Pannie Kianzad y Mayra Bueno Silva[21][49][52]
  - Ganadora de peso pluma femenino de The Ultimate Fighter: Heavy Hitters.[16]

## Récord en artes marciales mixtas
| Récord profesional | Récord profesional | Récord profesional |
| 13 peleas          | 10 victorias       | 3 derrotas         |
| ------------------ | ------------------ | ------------------ |
| Nocaut             | 3                  | 1                  |
| Sumisión           | 3                  | 1                  |
| Decisión           | 4                  | 1                  |

| Resultado | Récord | Oponente          | Método                                     | Evento                                     | Fecha                    | Ronda | Tiempo | Localización             | Notas                                                              |
| --------- | ------ | ----------------- | ------------------------------------------ | ------------------------------------------ | ------------------------ | ----- | ------ | ------------------------ | ------------------------------------------------------------------ |
| Victoria  | 10-3   | Mayra Bueno Silva | TKO (parada médica)                        | UFC 303                                    | 29 de junio de 2024      | 2     | 1:58   | Las Vegas, Nevada        | Actuación de la Noche.                                             |
| Victoria  | 9-3    | Pannie Kianzad    | Sumisión (rear-naked choke)                | UFC Fight Night: Tuivasa vs. Tybura        | 16 de marzo de 2024      | 1     | 3:54   | Las Vegas, Nevada        | Regresó al peso gallo. Actuación de la noche                       |
| Derrota   | 8-3    | Irene Aldana      | KO (patada al cuerpo)                      | UFC 279                                    | 10 de septiembre de 2022 | 3     | 2:21   | Las Vegas, Nevada        | Combate de peso acordado (140 libras).                             |
| Victoria  | 8-2    | Norma Dumont      | Decisión (dividida)                        | UFC 274                                    | 7 de mayo de 2022        | 3     | 5:00   | Phoenix, Arizona         | Combate de peso acordado (145 libras). Dumont no alcanzó el peso.  |
| Derrota   | 7-2    | Raquel Pennington | Sumisión (estrangulamiento por guillotina) | UFC Fight Night: Lewis vs. Daukaus         | 18 de diciembre de 2021  | 2     | 3:07   | Las Vegas, Nevada        | Combate de peso pluma (148.5 libras); Chiasson no alcanzó el peso. |
| Victoria  | 7-1    | Marion Reneau     | Decisión (unánime)                         | UFC on ESPN: Brunson vs. Holland           | 20 de marzo de 2021      | 3     | 5:00   | Las Vegas, Nevada        |                                                                    |
| Victoria  | 6-1    | Shanna Young      | Decisión (unánime)                         | UFC Fight Night: Anderson vs. Błachowicz 2 | 15 de febrero de 2020    | 3     | 5:00   | Río Rancho, Nuevo México |                                                                    |
| Derrota   | 5-1    | Lina Länsberg     | Decisión (unánime)                         | UFC Fight Night: Hermansson vs. Cannonier  | 28 de septiembre de 2019 | 3     | 5:00   | Copenhague               |                                                                    |
| Victoria  | 5-0    | Sarah Moras       | TKO (puñetazos)                            | UFC Fight Night: Iaquinta vs. Cowboy       | 4 de mayo de 2019        | 2     | 2:22   | Ottawa, Ontario          | Actuación de la Noche.                                             |
| Victoria  | 4-0    | Gina Mazany       | TKO (puñetazos)                            | UFC 235                                    | 2 de marzo de 2019       | 1     | 1:49   | Las Vegas, Nevada        | Debut en el peso gallo.                                            |
| Victoria  | 3-0    | Pannie Kianzad    | Sumisión (estrangulamiento por detrás)     | The Ultimate Fighter: Heavy Hitters Finale | 30 de noviembre de 2018  | 2     | 2:11   | Las Vegas, Nevada        | Ganó el torneo femenino de peso pluma de The Ultimate Fighter 28.  |
| Victoria  | 2-0    | Allison Schmidt   | Decisión (unánime)                         | Invicta FC 29: Kaufman vs. Lehner          | 4 de mayo de 2018        | 3     | 5:00   | Kansas City, Misuri      |                                                                    |
| Victoria  | 1-0    | Miranda Dearing   | Sumisión (barra de brazo)                  | Caged Warrior Championship 16              | 21 de octubre de 2017    | 3     | 1:38   | Houma, Luisiana          | Debut en el peso pluma.                                            |